# Uchuusen Sagittarius (single)
Uchuusen Sagittarius é um single de Hironobu Kageyama. Foi lançado em primeiro de fevereiro de 1986 pela Nippon Columbia e possui duas faixas.

## Produção
O single foi produzido para conter as músicas de abertura e encerramento do anime homônimo, e foi um dos primeiros grandes sucessos de Kageyama cantando anisons. O lado A, "Stardust Boys" foi a abertura, enquanto "Yume Kounen" foi o encerramento.
O time selecionado para criar as músicas foram Yuu Aku, Kisaburo Suzuki e Kazuya Izumi. Todos trabalharam em inúmeras composições para animes e séries de tokusatsu.
O grupo Koorogi '73 faz parte dos vocais de apoio ambas as canções.

## Legado
As duas faixas fizeram muito sucesso na carreira de Kageyama, chegando a dar nome a um de seus álbuns, Stardust Boys, e figurando em várias outras de suas coletâneas e álbuns ao vivo, como Power Live'95 CYVOX; Hironobu Kageyama 20th Anniversary Eternity; Akogi na futaritabi daze!! Dai 1 Shou; e Kage chan Pack ~Kimi to Boku no Daikoushin~. Ele até as regravou com arranjos acústicos para seu álbum I'm in You.

## Recepção
O site NetLab, da ITMedia, organizou um ranking das 21 melhores músicas de Kageyama por votação popular, e "Stardust Boys" ficou na sétima colocação, ao passo que "Yume Kounen" ficou em quarto.
Sobre "Stardust Boys", o site disse que é uma canção charmosa e misteriosa, com impressionantes letras sobre autodesprezo". Já sobre "Yume Kounen", disse que "tem uma linda melodia que não parece com as anisons de antigamente, mas de um jeito bom. Ela se destaca, e é uma obra-prima que frequentemente figura em rankings de popularidade de músicas de anime."

## Faixas
| N.º            | Título                                               | Letras         | Música          | Arranjo        | Duração |  |
| 1.             | "Stardust Boys" (abertura de Uchuusen Sagittarius)   | Yuu Aku        | Kisaburo Suzuki | Kazuya Izumi   | 2:58    |  |
| 2.             | "Yume Kounen" (encerramento de Uchuusen Sagittarius) | Y. Aku         | K. Suzuki       | K. Izumi       | 3:59    |  |
| Duração total: | Duração total:                                       | Duração total: | Duração total:  | Duração total: | 6:57    |  |